# Xã Richland, Quận Miami, Kansas
Xã Richland (tiếng Anh: Richland Township) là một xã thuộc quận Miami, tiểu bang Kansas, Hoa Kỳ. Năm 2010, dân số của xã này là 2.051 người.